# Andrewsarchus
Andrewsarchus is een geslacht van uitgestorven zoogdieren dat behoorde tot de evenhoevigen (Artiodactyla). Vroeger werd Andrewsarchus als mesonychiër geclassificeerd, maar recent onderzoek heeft uitgemaakt dat dit dier lid was van de evenhoevigen, in de clade Cetancodontamorpha. Daardoor is Andrewsarchus waarschijnlijk eerder verwant aan entelodonten, nijlpaarden en walvissen. Het oude beeld van Andrewsarchus als een wolfachtig uitziend roofdier (als lid van de Triisodontidae) is dus achterhaald. De classificatie van Andrewsarchus blijft echter een twistpunt aangezien slechts de bovenschedel van het dier gekend is. Andrewsarchus leefde van ongeveer 45 tot 36 miljoen jaar tijdens het Eoceen in oostelijk Azië.

## Classificatie
De classificatie van Andrewsarchus geldt als een twistpunt als gevolg van het relatief beperkte beschikbare fossiele materiaal. Over het algemeen werd het ingedeeld als late vertegenwoordiger van de Triisodontidae, maar dit wordt betwist. Verwantschap met de Entelodontidae wordt wel gesuggereerd, wat zou inhouden dat Andrewsarchus een varkensachtige was. Deze link werd al door Osborn in de oorspronkelijke beschrijving gelegd, maar hij beschouwde de oppervlakkige overeenkomsten tussen de schedel van Andrewsarchus en de entelodonten als gevolg van een vergelijkbaar dieet. Osborn zag meer overeenkomsten met Mesonyx en deelde Andrewsarchus daarom in bij de Mesonychia. In dezelfde periode en in dezelfde regio als Andrewsarchus leefde ook Paratriisodon. Dit dier is slechts bekend van tanden uit de Chinese Lushi-formatie en op basis van dit beperkte materiaal is het ingedeeld bij de Arctocyonidae. De grootte van de tanden wijst op een dier met een vergelijkbaar formaat als Andrewsarchus en vermoedelijk moet Paratriisodon als synoniem worden beschouwd.

## Fossiel materiaal
Andrewsarchus is slechts bekend van één schedel, die in 1923 gevonden werd door Roy Chapman Andrews in de Irdin Mahna-formatie in de Gobiwoestijn van Mongolië tijdens de Centraal-Aziatische Expedities. De schedel is 83,4 centimeter lang en 56 centimeter breed, waarmee hij groter is dan die van alle andere bekende landroofzoogdieren.

## Uiterlijk en leefwijze
Op basis van de lengte van de gevonden schedel en de bouw van de mesonychiden wordt geschat dat Andrewsarchus ongeveer vier meter lang, bijna twee meter hoog en zeshonderd tot duizend kilogram zwaar zal zijn geweest. De scherpe tanden zijn erg groot en geschikt voor het kraken van bijvoorbeeld botten en de pantsers van schildpadden en voor het verscheuren van vlees. Vermoedelijk was Andrewsarchus geen actieve jager, maar aaseter of omnivoor. Andrewsarchus vond in de oorspronkelijke reconstructie van een reusachtig wolfachtig roofdier zijn weg naar de algemene literatuur en televisieseries als Walking with Beasts. Nieuwe studies wijzen echter op een ander beeld van Andrewsarchus. De kaken blijken relatief zwak, de hoektanden zijn relatief klein ten opzichte van de overige tanden en de lengte van de kaak, en de snuit is lang en smal. Op basis van deze eigenschappen van de schedel en het grote formaat van Andrewsarchus worden wel vergelijkingen gemaakt met de spinosauriërs. Mogelijk leefde Andrewsarchus net als deze dinosauriërs langs stranden en rivieroevers, zich voedend met grote vissen en het aas van aangespoelde dieren en gestorven onevenhoevigen. 
Andrewsarchus was van hetzelfde formaat als Sarkastodon, een beerachtig roofdier dat in dezelfde periode ook in Azië leefde. De grootte van deze twee rovers is op zich niet verwonderlijk, aangezien Sarkastodon en Andrewsarchus hun leefgebied deelden met grote hoefdieren als neushoorns en dieren als Embolotherium.